# Apolemichthys griffisi
Apolemichthys griffisi är en fiskart som först beskrevs av Carlson och Taylor, 1981.  Apolemichthys griffisi ingår i släktet Apolemichthys och familjen Pomacanthidae. IUCN kategoriserar arten globalt som livskraftig. Inga underarter finns listade i Catalogue of Life.